# Escarza (España)
Escarza es un despoblado español del municipio de Ojacastro, perteneciente a la comunidad autónoma de La Rioja.

## Historia
Hacia mediados del siglo XIX, el lugar, ya por entonces perteneciente a Ojacastro, tenía contabilizada una población de veintidós habitantes. Aparece descrito en el séptimo volumen del Diccionario geográfico-estadístico-histórico de España y sus posesiones de Ultramar de Pascual Madoz con las siguientes palabras:

ESCARZA: ald. dependiente de Ojacastro en la prov. de Logroño, part. jud. de Sto. Domingo de la Calzada. pobl.: 5 vec. y 22 alm. riqueza y contr.: con el ayunt. (V.)
(Madoz, 1847, p. 523)